# Napa County
Napa County er et amt beliggende i nord for San Pablo Bay i den amerikanske delstat Californien. Hovedbyen i amtet er Napa. I år 2010 havde amtet 138.088 indbyggere.
Vinproduktionen begyndte i Napa Valley omkring midten af 1800-tallet, og omkring århundredeskiftet var der mere end 100 vingårde. Det gik dog ned ad bakke for vinproduktionen i området i første halvdel af 1900-tallet, blandt andet på grund af alkoholforbudet i USA fra 1920 til 1933. I 1965 blev den første nye større vingård åbnet i området siden alkoholforbudet. Området fik øget prestige, efter at områdets vine slog flere kendte franske vine ved en vinsmagningskonkurrence i Paris i 1976.

## Geografi
Ifølge United States Census Bureau er Napas totale areal er 2.041,6 km² hvoraf de 89,4 km² er vand. 

### Grænsende amter
- Solano County - syd, sydøst
- Sonoma County - vest
- Lake County - nord
- Yolo County - øst

### Byer i Napa
| - American Canyon - Angwin - Calistoga - Deer Park - Napa - St. Helena - Yountville |